# Nawaf Mubarak
Nawaf Mubarak (en árabe: نواف مبارك الدرمكي‎; Emiratos Árabes Unidos, 31 de agosto de 1981) es un exfutbolista de los Emiratos Árabes Unidos que jugaba en la posición de extremo.

## Carrera

### Club
| Periodo   | Club           |
| --------- | -------------- |
| 1998-2011 | Sharjah FC     |
| 2011–2014 | Baniyas Club   |
| 2014–2015 | Al-Ahli FC     |
| 2015–2017 | Sharjah FC     |
| 2017–2018 | Al Urooba Club |

### Selección nacional
Jugó para Emiratos Árabes Unidos en 48 ocasiones de 2003 a 2009 y anotó 6 goles; participó en dos ediciones de la Copa Asiática y en los Juegos Asiáticos de 2002.

## Logros
- UAE Pro League (1): 2015-16
- Copa de Clubes Campeones del Golfo (1): 2012-13